# Toro Muerto

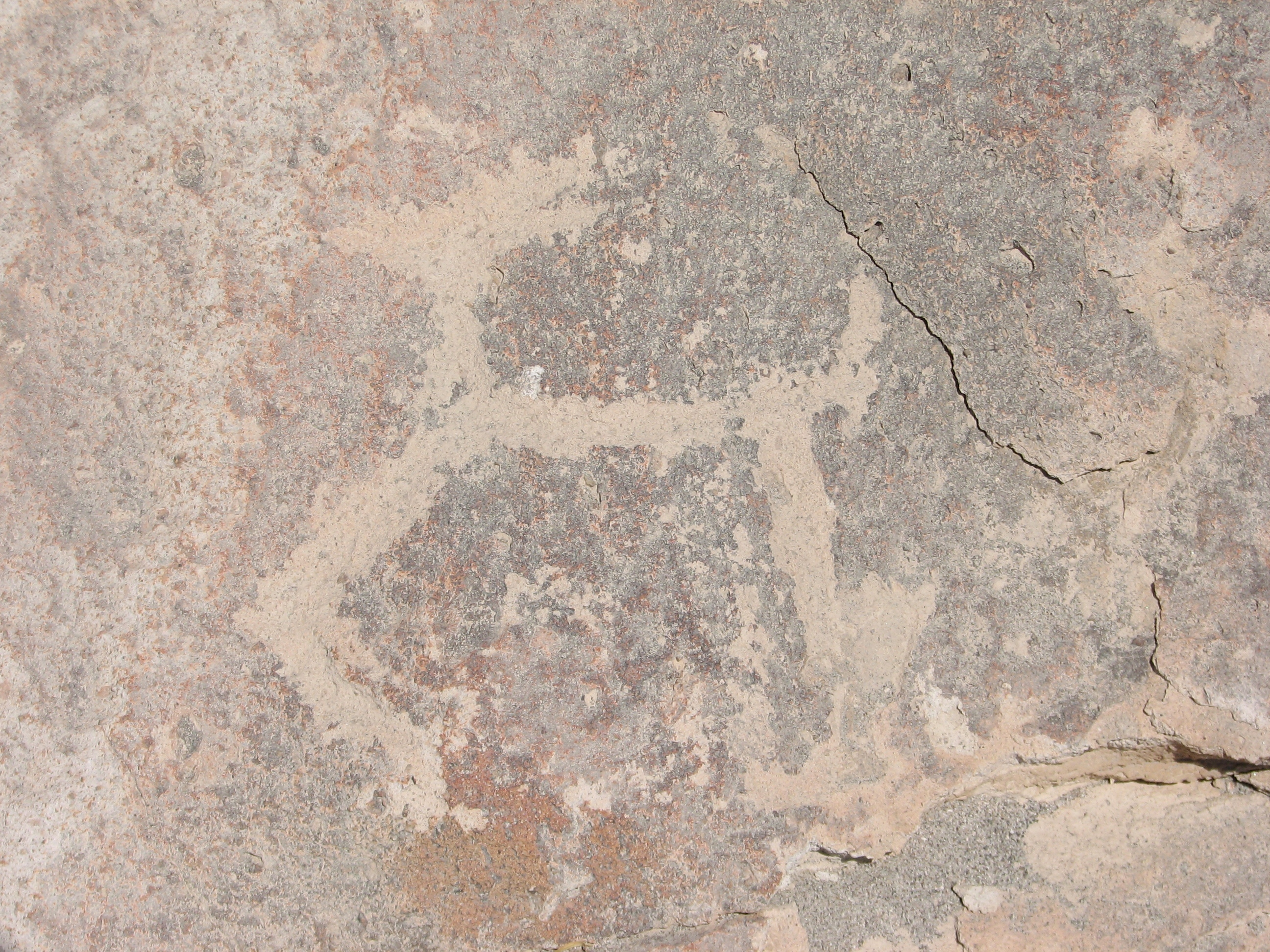
Rytina lamy

Toro Muerto (španělsky Mrtvý býk) je lokalita 180 kilometrů vzdálená od druhého největšího peruánského města Arequipa. V této lokalitě se na rozloze asi 3 km² nachází vice jak 3500 petroglyfů. Autoři těchto skalních rytin pocházeli z některé z předinckých kultur, pravděpodobně ke kultuře Wari, která přišla z horské džungle z okolí Chachapoyas. Stáří rytin je asi 1000 až 1200 let.
Podle zobrazených zvířat toto místo bylo v době vzniku petroglyfů úrodnou krajinou s množstvím zvěře a fungující lidskou hospodářskou činností. Současný stav této lokality je naprosto odlišný od toho, co zobrazují obrázky na skalách. Poušť, která obklopuje vice jak 3500 obrázků, připomíná spíše povrch jiné planety, než úrodnou zem, která tu byla dříve. Analogie se situací v severní Africe je nasnadě. Na obrázcích v Toro Muerto jsou většinou lamy. Stejně tak, jako aridní, suché pásmo severní Afriky vzniklo pravděpodobně tím, že jí vypásly kozy, tady ji vypásly lamy.[zdroj?]
Petroglyfy nejsou nijak chráněné a některé jsou poškozeny vandalskými rytinami jmen, dat a jiných znaků, které původní petroglyfy znehodnocují.